# آنتونی گاتلیب
آنتونی گاتلیب (انگلیسی: Anthony Gottlieb) یک نویسنده انگلیسی، ویراستار ارشد سابق اکونومیست و اندیشه‌نگار است.

## کارها
کارهای گاتلیب شامل رؤیای خرد: تاریخ فلسفه از یونان تا رنسانس، رؤیای روشنگری: طلوع فلسفهٔ جدید و سقراط است.